# للحب جنون (مسلسل)
للحب جنون هو مسلسل خليجي مشترك أُنتج في عام 2014، وهو مسلسل درامي رومانسي تناول قصص الحب، وكيف تكون الاختلافات ما بين الطرفين عائق بينهما أو جسر لامتداد الحب، من خلال تناول أربع قصص حب.
المسلسل من تأليف دخيل النبهان وإخراج سائد بشير الهواري ومن إنتاج وتوزيع صباح بيكتشرز.

## بطولة
- ميساء مغربي
- عبدالمحسن نمر
- إسماعيل الراشد
- عماد العكاري
- صمود
- شيماء سبت
- علي محسن عبدالرضا
- غرور
- أبرار سبت
- عبدالله السيف
- أميرة النجدي
- ناصر عباس
- إلهام علي
- منال الجارالله
- فرح